# Kościół św. Marcina w Kaczkowie
Kościół świętego Marcina w Kaczkowie – rzymskokatolicki kościół parafialny należący do parafii pod tym samym wezwaniem (dekanat rydzyński archidiecezji poznańskiej).
Jest to świątynia wzniesiona w 1674 roku. Ufundowana została przez rodzinę Lessel – Stosch. W 1729 roku została dobudowana wieża. W 1817 roku została poważnie remontowana – wymieniono wówczas konstrukcję na szkieletową. W 1820 roku został ufundowany przez mieszkańców wsi zegar na wieży. W latach 1947–53 została dobudowana kaplica Matki Bożej a także zostały przebudowane: zakrystia i wieża. W latach 1977–78, 1983–84 budowla była remontowana. W 2002 roku zostało założone nowe pokrycie dachu.
Budowla jest szachulcowa, jednonawowa, charakteryzuje się konstrukcją słupowo-ramową wypełnioną cegłą. Świątynia jest orientowana, salowa, nie posiada wydzielonego prezbiterium z nawy, zamknięta jest trójbocznie. Po bokach nawy znajdują się: kaplica pod wezwaniem Matki Bożej wzniesiona na planie kwadratu oraz zakrystia. Powstały one na planie prostokąta i posiadają kalenice niższe od nawy głównej. Od frontu jest umieszczona dwukondygnacyjna wieża, węższa u góry, murowana w dolnej części, mieszcząca kruchtę w przyziemiu i drewniana powyżej ozdobiona tarczami zegara. Zwieńcza ją dach ostrosłupowy, pokryty gontem z chorągiewką z datą „2002”. Świątynię nakrywa dach jednokalenicowy, pokryty dachówką. Wnętrze kościoła jest otynkowane i nakrywa je płaski strop. Podłoga jest murowana. Nad kruchtą znajduje się chór muzyczny z prostokątną wystawką w części centralnej. Ołtarz główny w stylu barokowym pochodzi z około 1700 roku. Barokowa płyta nagrobna wykonana z piaskowca jest umieszczona na ścianie kaplicy i powstała w 1642 roku.